# 市川市立冨貴島小学校
市川市立冨貴島小学校（いちかわしりつ ふきじましょうがっこう）は、千葉県市川市八幡六丁目にある公立小学校。

## 沿革
- 1951年（昭和26年）度 - 市川市立八幡小学校より分離独立、校舎完成
- 1968年（昭和43年）度 - 市川市立宮久保小学校分離独立
- 1974年（昭和49年）度 - 市川市立北方小学校分離独立
- 1977年（昭和52年）度 - 市川市立百合台小学校分離独立

## アクセス
- JR市川駅から京成バス「冨貴島小学校」バス停で下車

## 出身者
- 花田力（京成電鉄第10代社長）
- 相川亮二（プロ野球選手）